# فرناندو سيلفا (لاعب شطرنج)
فرناندو سيلفا (بالبرتغالية: Fernando Silva‏) هو لاعب شطرنج برتغالي، ولد في 4 أغسطس 1950 في البرتغال.

## وصلات خارجية
- فرناندو سيلفا على موقع الاتحاد الدولي للشطرنج (الإنجليزية)
- فرناندو سيلفا على موقع مباريات الشطرنج (الإنجليزية)
- فرناندو سيلفا على موقع 365Chess.com (الإنجليزية)
- فرناندو سيلفا على موقع Chesstempo.com (الإنجليزية)
- فرناندو سيلفا سجل أولمبياد الشطرنج على موقع OlimpBase.org (الإنجليزية)